# 克里斯·伊格尔斯
基斯·伊高斯（英語：Chris Eagles，1985年11月19日—）是位英格蘭足球運動員，最擅長右路攻擊中場的位置，於2008年夏季在英超球會曼聯的「非洲之旅」後轉投英冠球會般尼，再於2011年夏季加盟英超球会保頓。

## 生平
伊高斯出身於屈福特青訓系統，年僅14歲即加入曼聯足球學校。
伊高斯曾被外借至多家低組別球會，如外借到NEC奈梅亨，返回球會曼聯後，他於2007年4月底作客對愛華頓的聯賽獲得上陣機會，以後備身份入替老將蘇斯克查，並於補時階段接應朗尼的傳球射入他首個英超入球。最後曼聯以4:2反勝對手。伊高斯亦成為曼聯該季第20名取得入球的球員。
於2007年夏天的曼聯季前遠東之旅，於澳門對深圳上清飲的友賽，伊高斯攻入球隊第6個入球，協助球隊大勝6:0。但在季內仍然無法晉身一隊之列。2008年夏天伊高斯隨隊作非洲之旅進行季前熱身賽，在對凱撒酋長及樸茨茅夫均取得入球。返國後隨即轉投般尼，轉會費沒有透露，簽約三年。
2011年7月29日與般尼尚餘1年合約在身的伊高斯和隊友泰龙·米尔斯一同轉投英超球會保頓，簽約三年，兩人身價約值300萬英鎊，再度投入舊上司欧文·科尔麾下作賽。
2014年5月5日，英冠球會保頓宣佈有四名主隊球員於6月底約滿後會被放棄，伊高斯為其中之一。
2014年11月18日，英冠球會黑池以短期合約形式簽入伊高斯至2015年1月18日。
2015年1月17日，黑池時任領隊稱球會不會與伊高斯續約。

## 榮譽

### 球會
屈福特
- 英格蘭足球冠軍聯賽附加賽 冠軍（1）：2006年；

曼聯
- 英格蘭社區盾 冠軍（1）：2007年；

般尼
- 英格蘭足球冠軍聯賽附加賽 冠軍（1）：2009年；

## 外部連結
- 足球数据库：克里斯·伊格尔斯的球员统计数据